# Carnival Victory (schip, 2000)
De Carnival Victory is een cruiseschip van Carnival Cruise Lines en behoort tot de Triumph-klasse. Het schip maakt vooral cruises in de Caraïben. Het schip werd in dienst genomen in 2000.

## Indeling
De Victory is compleet identiek gebouwd als de Carnival Triumph. Alle schepen uit de Triumph-klasse zijn geïnspireerd op de schepen van de Destiny-klasse, maar verschillen van de Carnival Destiny door de toevoeging van extra balkons op het Lido deck en een verschillend design, wat betreft de publieke ruimtes.

## Vernieuwingen en faciliteiten
Op het einde van 2007 onderging de Victory enkele vernieuwingen, o.a. de installatie van het Carnival's Seaside Theater. Andere faciliteiten aan boord zijn het negen-dekken-hoge-atrium, 4 zwembaden, vele opties om te dineren, verschillend entertainment in de publieke ruimtes, een casino en een spa.

## Externe link

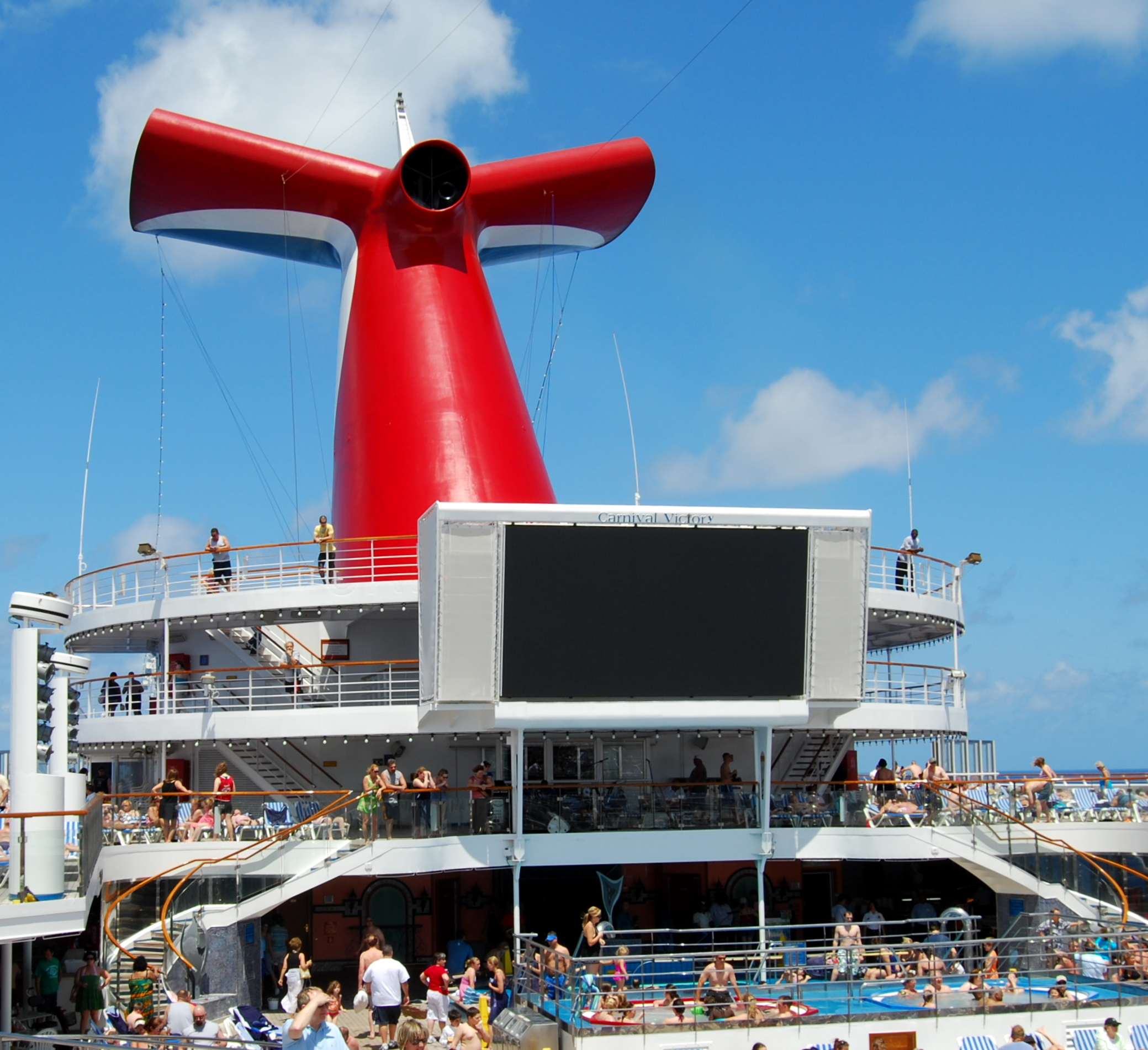
Carnival Victory Seaside Theater